# Dango

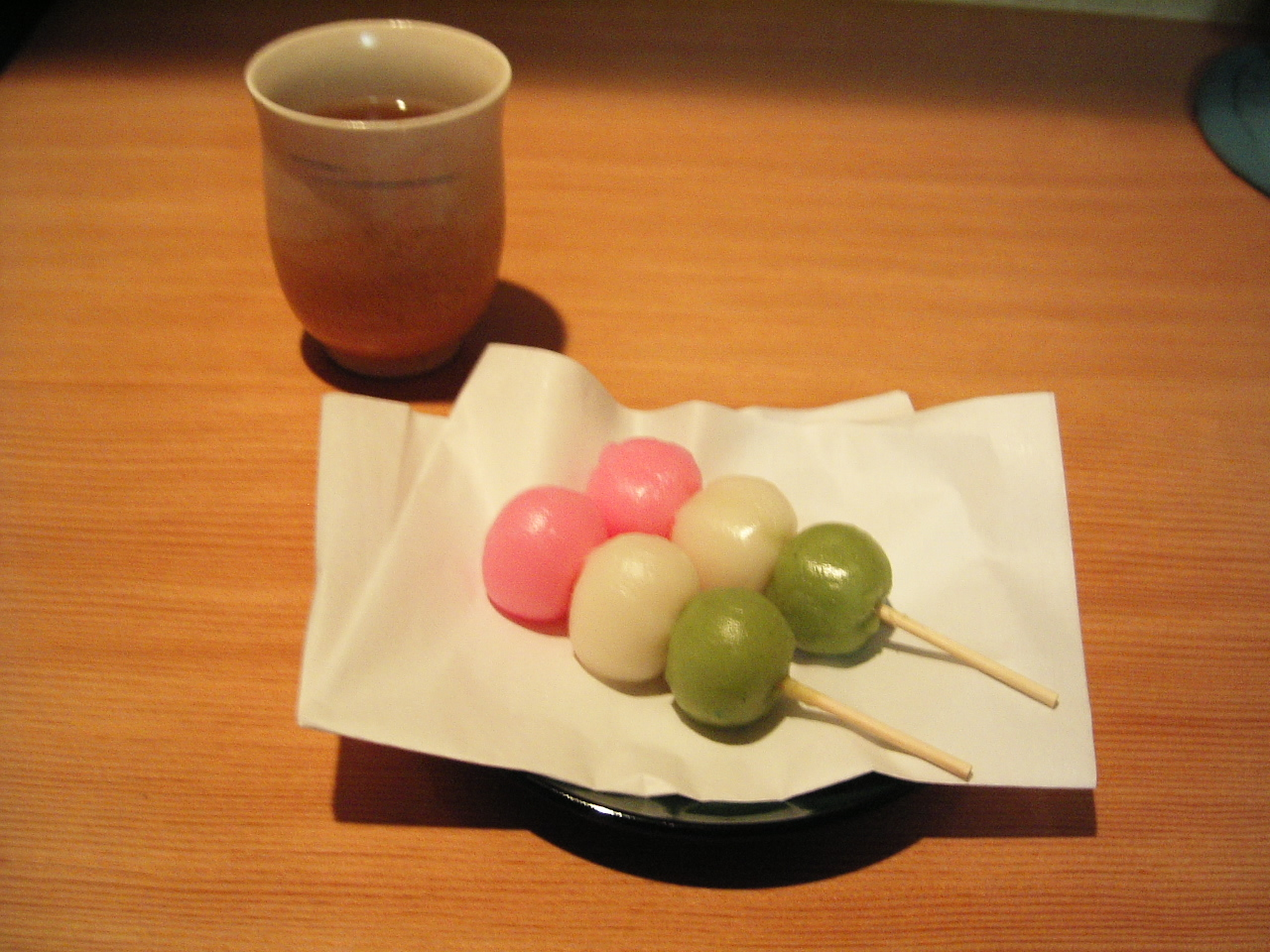
Hanami dango.

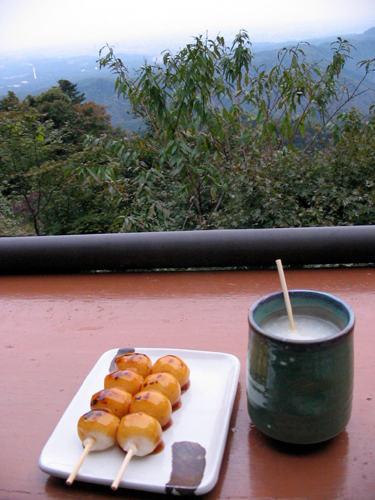
Mitarashi dango.

El Dango (団子?) es un dumpling tradicional de la gastronomía japonesa elaborado con mochiko (harina de arroz), y derivado por lo tanto del mochi (pastel de arroz glutinoso). Se sirve a menudo con té verde.
El dango se consume todo el año, pero las diversas variedades se comen tradicionalmente en temporadas concretas. Tres o cuatro dango se sirven a menudo en un pincho. Una variedad originaria de Hokkaidō se elabora con harina de patata y se cocina con shoyu (salsa de soja).

## Tipos dedango
Hay muchas variedades diferentes de dango que se suelen llamar según los diversos condimentos que se sirven sobre ellos o con ellos.
- Anko: Conocido comúnmente como pasta (endulzada) de judías rojas, si bien otros ingredientes diferentes al azuki se usan en contadas ocasiones.
- Bocchan dango: Dango que tiene tres colores. Uno se tiñe con judías rojas, otro con huevo y el tercero con té verde.
- Chadango: Dango con sabor a té verde.[1]
- Chichi dango: De gusto suave ligeramente dulce, suele tomarse como postre.
- Hanami dango: También tiene tres colores, y se elabora tradicionalmente durante la temporada de contemplación de las flores de los cerezos. De ahí el nombre de hanami.
- Goma: Con semillas de sésamo, es a la vez dulce y salado.
- Kinako: harina de soja tostada.
- Kuri dango: Dango cubierto con pasta de castaña.
- Kushi dango: Dango en un pincho.
- Mitarashi: Cubierto con un sirope hecho con salsa de soja, azúcar y almidón.
- Sasa dango: Producido y comido principalmente en la prefectura de Niigata. Hay dos variedates: onna dango (literalmente ‘dango femenino’), relleno con anko; y otoko dango (‘dango masculino’), relleno con kinpira. Se envuelven con hojas de sasa para conservarlos.
- Teppanyaki: Dango es un pincho con un sabor ácido a teppanyaki.
- Tako dango: Dango sin nada mezclado que se sirve con una salsa hecha de pulpo y otros ingredientes por encima, dándole un color naranja.

## Términos derivados
Un proverbio japonés común es Hana yori dango ('花より団子?   , literalmente ‘dumplings en vez de flores’), que alude a la preferencia por las cosas prácticas en lugar de por la estética.
Dango se usa internacionalmente entre los jugadores de go como término despectivo hacia un montón de piedras ineficiente y parecido a un dumpling en una partida.
Un peinado consistente en moños parecidos a dango en algún lado de la cabeza se conoce a veces como odango.
En el anime CLANNAD el dango está relacionado con un programa de televisión llamado la gran familia Dango.

## Carácter Unicode
El carácter emoji Unicode se parece a un dango hanami. Fue introducido en octubre de 2010.